# Norrstrand, Åsele kommun
Norrstrand är en by i Åsele distrikt (Åsele socken) i Åsele kommun, Västerbottens län (Lappland) som i praktiken utgör en del av centralorten Åsele. Den tätare bebyggelsen i byn har tidigare utgjort en del av tätorten Åsele men klassas istället sedan 2015 som en separat småort. Byn ligger på östra sidan av Ångermanälven, kring korsningen (rondellen) där Riksväg 90 mellan Härnösand och Vilhelmina samt Riksväg 92 mellan Umeå och Dorotea möts, öster om centrala Åsele (som ligger på andra sidan älven).